# 木根尚登のオールナイトニッポン
『木根尚登のオールナイトニッポン』（きねなおとのオールナイトニッポン）は、ニッポン放送の深夜番組、オールナイトニッポンの水曜1部（毎週水曜日25:00～27:00、木曜日未明 1:00～3:00）で、1990年1月3日から1991年1月30日まで放送されていたラジオ番組。
パーソナリティは木根尚登（TM NETWORK）。当時『木根尚登 鉛筆を削って』（エフエムナックファイブ）など単独でラジオパーソナリティを務めていた中でのオールナイトニッポンパーソナリティ登場となった。深夜放送でラジオパーソナリティを務めるのは『SF Rock Station』（東海ラジオ放送）の火曜深夜パーソナリティ（1988年4月 - 1989年4月、同じTMの小室哲哉からメインパーソナリティを引き継ぐ）以来である。

## 主なコーナー
つかみギャグコンテストin JAPAN
秘密のQちゃん
- ダイヤルQ2パーティーラインを使って、つながった相手に思いの丈を色々語ったりトークをしていたコーナー。

伝染っちゃったんです
有楽大学
- このコーナーで、どんな学部を作りたいかのアイデアを募集。この中から、ゲーム必勝法をはがき紹介を交えながら探る「テトリス学部」、初恋の思い出のエピソードを募集する「初恋学部」などが生まれた[2]。

裏アニメちゃん
商売繁盛リニューアル宣言
鉄の扉
- リスナーが考案した、馬鹿馬鹿しくくだらない架空の法則を紹介[3]。

ROCK3バカ君
木根スカウトキャラバン
- 本番組からデビューするフォークグループのオーディションを行っていた企画。この企画から「萩の月」「赤福」「おたべ」がデビューし、1990年7月25日には、東京・原宿のライブハウスで行われたお披露目ライブの模様を放送した[4]。
他

## 番組の歴史
- 1990年1月3日 - 第1回放送。TM NETWORKの宇都宮隆、小室哲哉、B'zの松本孝弘が電話出演。小室と松本は、小室宅での新年会から電話出演した。
- 1990年1月31日 - 近くで遊んでいたという宇都宮隆が突然スタジオに現れ、そのまま出演。
- 1990年3月7日 - ゲスト：ポール・マッカートニー（録音出演）。木根が東京ドームまで出向いて対面、インタビューを行った。
- 1990年3月28日 - ゲスト：小室みつ子
- 1990年4月11日 - ゲスト：TOSHI（X）
- 1990年4月25日 - ゲスト：永井真理子
- 1990年5月9日 - ゲスト：コロッケ
- 1990年5月16日 - ゲスト：久川綾、飛田展男（二人とも、この年公開された木根原作のアニメ映画『CAROL』に出演。）
- 1990年5月30日 - ゲスト：伊集院光、YOU
- 1990年6月6日 - ゲスト：上柳昌彦
- 1990年6月20日 - ゲスト：コロッケ、清水アキラ、ビジーフォー
- 1990年6月27日 - ゲスト：芳賀ゆい
- 1990年7月4日 - ゲスト：松本孝弘（B'z）、久保浩二
- 1990年7月11日 - ゲスト：渡辺美里、久保浩二
- 1990年7月25日 - 『木根スカウトキャラバン』コーナー発のフォークグループ「萩の月」「赤福」「おたべ」のお披露目ライブの模様を放送（上述）。
- 1990年8月1日 - ゲスト：小室哲哉（TM NETWORK）、宇都宮隆（TM NETWORK）、久保浩二、石山博
- 1990年8月15日 - ゲスト：小室哲哉、宇都宮隆 「TMN」にリニューアル前の、TM NETWORKとして最後の3人揃い踏み
- 1990年8月29日 - ゲスト：小室哲哉、宇都宮隆 TMNにリニューアル後の3人揃い踏み　TMNへリニューアル宣言の記者会見を聴きながらトーク。
- 1990年10月10日 - ツアー合宿中のヤマハリゾート合歓の郷から放送。ゲスト：小室哲哉、宇都宮隆、葛城哲哉、阿部薫、浅倉大介
- 1990年10月17日 - ゲスト：奥田民生（UNICORN）。『知ってる有名人勝ち抜き選手権』を行う。
- 1990年12月19日 - ゲスト：小室哲哉、宇都宮隆　『TMNのオールナイトニッポン』として放送
- 1990年12月26日 - ゲスト：小室哲哉 『F1講座』の企画を放送。
- 1991年1月9日 - ゲスト：小室哲哉、電気グルーヴ　福岡・KBCラジオから放送[5]
- 1991年1月16日・23日 - 両日ともゲスト、小室哲哉（1991年1月2日を除き5週連続ゲスト出演）。2週続けて『小室哲哉のQ2ダイヤル講座』の企画を行う。
- 1991年1月30日 - 最終回放送。寄せられた電報などを読み、今までを振り返りながらトーク。

## CMフィラー
- セルジオ・メンデスのアルバム「The Swinger from Rio」に収録の楽曲を使用していた。